# Index (cráter)

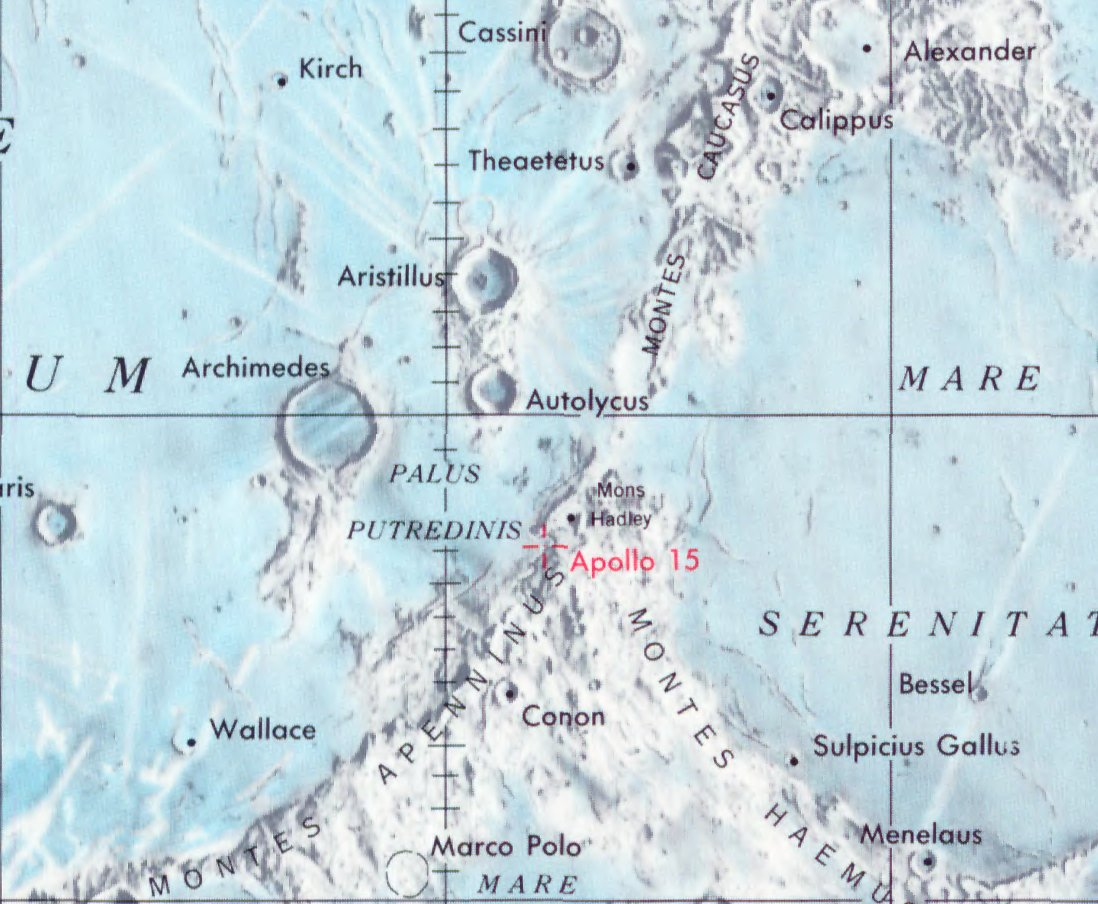
Localización del lugar de aterrizaje del Apolo 15

Index es un cráter lunar situado la región Hadley-Apennine. Se halla al sureste de Last y al noreste de Earthlight.
|  |

Los astronautas de la misión Apolo 15 David Scott y James B. Irwin posaron el módulo lunar Falcon al noroeste del mismo en 1971, pero no lo visitaron. Tenían la intención de aterrizar más cerca de Index, pero en realidad aterrizaron junto al cráter Last.

## Denominación
Es el más meridional de una línea de cuatro cráteres que fueron utilizados por los astronautas como hitos durante el descenso a la superficie lunar. Los otros tres se denominaron Luke, Mark y Matthew, en referencia a tres de los cuatro evangelistas de la Biblia. No se les permitió llamar al cráter John debido al hecho de que la activista atea Madalyn Murray O'Hair había demandado a la NASA porque los astronautas habían leído el Génesis durante la misión Apolo 8.
|  |

El nombre Index fue adoptado formalmente por la UAI en 1973, pero los otros tres nombres no fueron aprobados. Aparece en las denominaciones topográficas utilizadas en la hoja a escala 1/50.000 del Lunar Topophotomap con la referencia "41B4S1 Apollo 15 Landing Area".